# Бешуй (Раздольненский район)
Бешу́й (укр. Бешуй, крымскотат. Beşüy, Бешуй) — исчезнувшее село в Раздольненском районе Республики Крым, располагавшийся на северо-востоке района в степном Крыму, примерно в полукилометре южнее современного села Кумово.

## История
В доступных источниках Бешуй впервые встречается на карте Крымского Статистического управления 1926 года. Согласно Списку населённых пунктов Крымской АССР по Всесоюзной переписи 17 декабря 1926 года, в селе Бешуй, Кизил-Байского сельсовета Евпаторийского района, числилось 8 дворов, все крестьянские, население составляло 46 человек, все украинцы. Обозначен на карте 1931 года, дальнейшая судьба селения пока неизвестна.